# Kokkedal
Kokkedal est une ville du Danemark située dans la commune de Fredensborg, dans l'île de Seeland.
Kokkedal est située à 30 km au nord de Copenhague. La population est de 9 581 habitants en 2010.

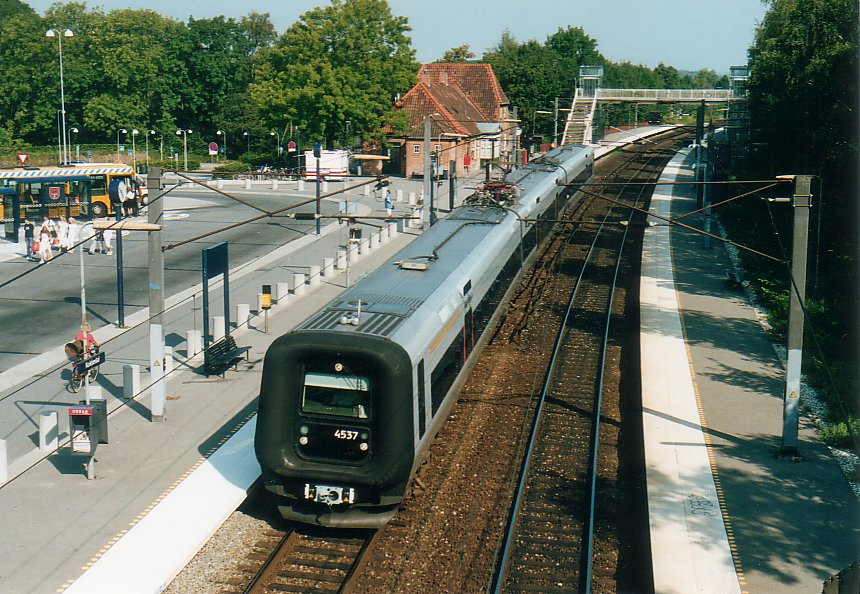
Gare de Kokkedal